# Pic de Guayaquil
Campephilus gayaquilensis
Espèce
Statut de conservation UICN

 NT  : Quasi menacé
Le Pic de Guayaquil (Campephilus gayaquilensis) est une espèce d'oiseaux de la famille des Picidae. Son aire de répartition s'étend sur la Colombie, l'Équateur et le Pérou.
C'est une espèce monotypique.